# Далібор Ріккарді
Далібор Ріккарді (італ. Dalibor Riccardi; нар. 4 вересня 1983, Борго-Маджоре, Сан-Марино) — політичний і державний діяч Сан-Марино, капітан-регент Сан-Марино разом із Франческою Чіверк'я з 1 жовтня 2024 року по теперішній час. У минулому футболіст, що виступав на позиції захисника.

## Біографія
Далібор Ріккарді народився в Борго-Маджоре у вересні 1983 року в сім'ї великого політика країни Маріно Ріккарді, який згодом тричі обіймав посаду капітана-регента Сан-Марино.
Після закінчення школи навчався в Італії в Урбінському університеті в Урбіно, де отримав диплом із юриспруденції. Потім працював у приватній компанії. У цей же час він захоплюється спортом. Виступав на позиції захисника у футболі в декількох командах Сан-Марино в національному чемпіонаті протягом восьми років.
Тоді ж він захопився політикою, вступив до Партії соціалістів і демократів, членом якої був його батько. У 2010 році обраний до Ради Серравалле.
За результатами парламентських виборів 2016 року обраний до Генеральної ради Сан-Марино. Через два роки Далібор покинув партію і зайнявся організацією нової партії Libera San Marino, головою якої він був обраний на установчому з'їзді.
11 вересня 2024 року правління Libera висунуло Далібора Ріккарді кандидатом у капітани-регенти Сан-Марино на термін з 1 жовтня до 1 квітня 2025 року. Раніше Сан-Маринська християнсько-демократична партія висунула Франческу Чіверк'ю. 16 вересня Генеральна рада Сан-Марино обрала їх капітанами-регентами Сан-Марино. 1 жовтня Ріккарді і Чиверкья урочисто вступили на посаду.